# Parimatidium rubricatum
Parimatidium rubricatum es una especie de insecto coleóptero de la familia Chrysomelidae.
Fue descrita científicamente en 1844 por Guérin-Méneville.